# ШАР (школа-студия)
«ШАР» («Школа аниматоров-режиссёров») — производственная студия авторского анимационного кино, а также образовательное учреждение специального профессионального образования по специальностям «режиссура анимационного кино» и «анимация».

## История
Школу-студию «ШАР» организовали Юрий Норштейн, Эдуард Назаров, Андрей Хржановский и Фёдор Хитрук в 1993 году на основе анимационного отделения высших режиссёрских курсов при поддержке Госкино России. Студия является одним из учредителей Ассоциации Анимационного Кино.

## Деятельность
Студия занимается производством авторского анимационного кино, сохраняя традиции авторского подхода к анимации, как искусству. В связи с этим студия занимается профессиональной подготовкой новых мастеров этой профессии. Условием обучения является наличие диплома о первом высшем образовании, и творческие работы для вступительного конкурса: сценарии, раскадровки, рисунки, картины. Дипломные работы студентов составляют киножурнал «Волшебный фонарь». Многие работы отмечены высокими наградами на многих международных фестивалях.
Основные направления деятельности Школы-студии:
- производство анимационных фильмов
- профессиональная подготовка режиссёров и художников-аниматоров
- консультации мастеров по всем аспектам анимационного производства.

За всю историю студии было создано более 100 фильмов.
Преподавателями студии в разные годы являлись: Иван Максимов, Алексей Дёмин, Юрий Норштейн (до 1998 года), Эдуард Назаров (до 2007 года), Андрей Хржановский (в настоящий момент художественный руководитель школы-студии), Фёдор Хитрук, Сергей Серёгин, Александр Петров и другие.
На данный момент преподавательский состав выглядит так:
Мастерство режиссуры:
- Андрей Хржановский
- Алексей Дёмин
- Иван Максимов
- Елена Чернова
- Светлана Филиппова
- Антон Дьяков

Педагоги по анимации:
- Виолетта Колесникова
- Михаил Тумеля
- Владимир Вышегородцев

Занятия по другим дисциплинам в школе ведут:
- Наталья Лукиных
- Олег Дорман
- Сергей Антонов
- Алексей Храмцов
- Виктор Скрылев
- Роман Рудницкий и др.

Мастер-классы ведут лидеры российской анимации и выдающиеся деятели современного искусства:
- Гарри Бардин
- Юрий Норштейн
- Александр Адабашьян
- Людмила Улицкая
- Александр Митта
- Игорь Ковалев
- Валентин Ольшванг и др.

В Школе-студии «ШАР» работают подготовительные курсы. Принимаются учащиеся старших классов для подготовки к поступлению в Школу-студию «ШАР» и российские высшие учебные заведения на курс «Анимация».
Изначально обучение происходило бесплатно, однако постепенно господдержка убывала: студенты принимались на бюджетной и коммерческой основах, а в 2010 году школа-студия оказалась на грани нищеты. В настоящее время обучение платное.

## Награды
Фильмы школы-студии «ШАР» являются призёрами всех крупных международных и отечественных фестивалей анимационного кино: в Хиросиме, Загребе, Эшпиньо, Лейпциге, Тарусе, Выборге, Лос-Анджелесе, Оттаве, Анси и многих других. В том числе премии:
- Ника, 1995 (Москва) — фильм Лев с седой бородой (1994), режиссёр Андрей Хржановский
- Государственная премия РФ[5] — фильм Нюркина баня, 1995, режиссёр Оксана Черкасова
- Номинация на премию Oscar 1998 года (Лос-Анджелес, США) — фильм Русалка (1996) — режиссёр Александр Петров
- Номинация на премию «Золотой медведь» 1997 года (Берлин, Германия) — фильм Русалка (1996) — режиссёр Александр Петров
- Ника, 2010 (Москва) — фильм Полторы комнаты, или Сентиментальное путешествие на родину (2009), режиссёр Андрей Хржановский
- 2015 Икар (кинопремия) : Лучший сериал — «Буквальные истории» (Школа-студия ШАР).[6]

### Награды школы-студии ШАР[7]
- Специальный приз: Лучшая анимационная студия — 13-й Международный кинофестиваль в Загребе, 1998 г.[8]
- Приз За лучшую программу киношколы — Международный фестиваль «КРОК», 2006 г.
- Специальный диплом За сохранение школы и лучших традиций отечественной анимации в новейший период российской истории — Открытый российский фестиваль анимационного кино в г. Суздале, 2013 г.
- Приз за лучшую программу киношколы на XIII Международном фестивале киношкол «Кинопроба» в Екатеринбурге, в 2016 г.

## Здесь учились
- Дмитрий Наумов
- Оксана Черкасова
- Александр Храмцов
- Николай Маковский
- Агамурад Аманов
- Михаил Лисовой
- Светлана Филлипова
- Алексей Харитиди
- Екатерина Соколова
- Леон Эстрин
- Юлия Дащинская
- Елена Чернова
- Б. Коршунов
- Алёна Оятьева
- Екатерина Максимова
- С. Матросова
- Р. Кобзарев
- О. Пичугин
- С. Халькина
- С. Антонов
- К. Кравченко
- Е. Храпкова
- А. Журавлева
- И. Литманович
- М. Соснина
- А. Шадрина
- Л. Шмельков
- Ю. Поставская
- Ю. Михеева (Поливанова)
- Г. Богуславский
- В. Данилов (Сахновский)
- Антон Дьяков
- К. Бриллиантов
- А. Кадыкова
- С. Кендель
- Д. Великовская
- А. Романова
- С. Разгуляева
- Е. Астрецова
- Е. Фадеев
- Д. Иванов

## Фильмография
1. Либидо Бенджамино (1994) — режиссёр Иван Максимов
2. Не в духе (1994) — режиссёр Дмитрий Наумов
3. Лев с седой бородой (1995) — режиссёр Андрей Хржановский
4. Нюркина баня (1995) — режиссёр Оксана Черкасова
5. Фердинанд VIII (1995) — режиссёр Александр Храмцов
6. Закон сохранения (1995) — режиссёр Николай Маковский
7. Странник (1995) — режиссёр Агамурад Аманов
8. Аттракцион (1995) — режиссёр Алексей Дёмин
9. Русалка (1996) — режиссёр Александр Петров
10. Долгое путешествие (1997) — режиссёр Андрей Хржановский
11. Бабушка (1996) — режиссёр Андрей Золотухин
12. Розовая кукла (1997) — режиссёр Валентин Ольшванг
13. Нос майора (1997) — режиссёр Михаил Лисовой
14. Ночь пришла (1997) — режиссёр Светлана Филлипова
15. Однажды у синего моря (1998) — режиссёр Алексей Харитиди
16. Наступила осень (1999) — режиссёр Екатерина Соколова
17. Ваш Пушкин (1999) — режиссёр Оксана Черкасова
18. Человек с Луны (2002) — режиссёр Оксана Черкасова
19. Караам Тамо Маклай (2002) — документальный, режиссёр Ирина Марголина
20. Дворник на Луне (2007) — режиссёр Константин Голубков
21. Полторы комнаты, или Сентиментальное путешествие на родину (2009) — художественный фильм с элементами анимации, режиссёр Андрей Хржановский
22. Две принцессы (2009) — Мария Степанова
23. Бах (2010) — Антон Дьяков
24. Глина (2012) — Василий Шлычков
25. Сериал «Буквальные истории» (33 серии о буквах русского алфавита, 2012—2014) — художественный руководитель Елизавета Скворцова, режиссёры Елизавета Скворцова, Вероника Федорова и др.)
26. Брут (2014) — Светлана Филиппова
27. Мужчина встречает женщину (2014) — Дмитрий Геллер
28. Нана, нани, нао (2014) — Константин Бриллиантов
29. Сериал «Ин и яна» (2014—2015) — Олег Ужинов (серия «Запретная еда»), Антон Дьяков (серия «Семья»)
30. Про маму (2015) — Дина Великовская
31. Прогулка (2015) — Татьяна Киселева
32. Окна (2016) — Анжелла Липская
33. Осколок (2016) — Дмитрий Иванов
34. THE SQUARE (2016) — Яков Круговых (Варя Яковлева)
35. Разбудить волка (2016) — Елизавета Астрецова
36. Окраина (2017) — Александр Васильев
37. Кирпичи (2017) — Екатерина Киреева
38. Создание (2017) — Юлия Байгулова
39. Нос, или заговор "не таких" (2020) — Андрей Хржановский

### Альманахи «Волшебный фонарь»

#### Первый выпуск (2002)
- Воробей, который не умел летать — режиссёр Леон Эстрин
- Два барашка — режиссёр Юлия Дащинская
- Про девочку, которая нашла своего мишку — режиссёр Елена Чернова
- Зверские частушки — режиссёр Сергей Меринов
- Моргуля — режиссёр Б. Коршунов
- Муравьиное счастье — режиссёр А. Миронов
- Опасная прогулка — режиссёр Алёна Оятьева
- Подкидыш — режиссёр Андрей Соколов.

#### Второй выпуск (2004)
- Зинина прогулка — режиссёр Наталья Мальгина
- Синяя лужа — режиссёр Екатерина Максимова
- Когда люди летают — режиссёр С. Матросова
- Маша-Машенька — режиссёр Р. Кобзарев
- Деревце — режиссёр О. Пичугин
- И ещё раз про любовь — режиссёр С. Халькина
- Две принцессы

#### Третий выпуск (2005)
- Морской бой — режиссёр С. Антонов
- Маски — режиссёр К. Кравченко
- Вернисаж — режиссёр Е. Храпкова
- Осторожно, двери открываются — режиссёр Анастасия Журавлёва
- Хеломские обычаи — режиссёр И. Литманович
- Про меня — режиссёр М. Соснина

Четвертый выпуск (2007)
- Девочка в обувной коробке — режиссёр Татьяна Подвейкина
- Дворник на луне — режиссёр Константин Голубков
- Человек с ветром в голове — режиссёр Хихус (Павел Сухих)
- Королевство кошек — режиссёр Мария Кузнецова

Пятый выпуск (2008)
- Виолончель — режиссёр Татьяна Курнаева
- Жизнь маленьких зверей — режиссёр Игорь Маломуд
- Самый страшный зверь — режиссёр Дмитрий Резчиков
- Как зайчик ни в кого не превратился — режиссёр Екатерина Бим
- Про зверей и людей — режиссёр Алексей Зайцев

Шестой выпуск (2009)
- Собачья площадка — режиссёр Леонид Шмельков
- Олень — режиссёр Юлия Михеева
- Друг детства — режиссёр Юлия Поставская
- Штормовое предупреждение — режиссёр Александра Шадрина
- Качели — режиссёр Елена Куркова

Седьмой выпуск (2010)
- Джалиль — режиссёр Анна Шепилова
- Книга — режиссёр Ришат Гильметдинов

Восьмой выпуск (2012)
- Пишто уезжает — режиссёр Соня Кендель
- Костя — режиссёр Антон Дьяков
- Последний глоток — режиссёр Георгий Богуславский
- Умба-умба — режиссёр Константин Бриллиантов

Девятый выпуск (2012)
- Первобытный папа — режиссёр Владимир Сахновский (Данилов)
- Крот на море — режиссёр Анна Кадыкова
- Зима Пришла — режиссёр Василий Шлычков

Десятый выпуск (2013)
- Банка — режиссёр Татьяна Киселева
- Волк и баран — режиссёр Наталья Гребенкина
- Пингвиниум мобиле — режиссёр Елена Нестерова

Одиннадцатый выпуск (2014)
- Несуразь — режиссёр Анна Романова
- Почему банан огрызается — режиссёр Светлана Разгуляева
- Трудно воробью — режиссёр Дарья Вяткина
- Раббиш — режиссёр Анжелла Липская

Двенадцатый выпуск (2015)
- Птичка — режиссёр Екатерина Филиппова
- Гамлет. Комедия — режиссёр Евгений Фадеев
- Мир слепых — режиссёр Валентина Карнавалова
- Художник и хулиганы — режиссёр Иван Максимов, Анна Романова